# 黎清芳
黎清芳（1970年—）是越南奥黛服装设计师。1970年出生在槟椥省，毕业于胡志明市美术大学绘画系。在越南Collection Grand Prix比赛上获最具印象奖。1999年11月，开始在Legamex工作。为电影《模特姑娘》，《新娘大战》，越南版电视剧《丑女无敌》，《U6 & U7 》等设计服装。现在胡志明市生活和工作。